# Pensacola ornata
Pensacola ornata là một loài nhện trong họ Salticidae.
Loài này thuộc chi Pensacola. Pensacola ornata được Eugène Simon miêu tả năm 1902.